# Davidson Andeh
Davidson Andeh (1958. január 17. –) világbajnok nigériai ökölvívó.

## Amatőr eredményei
- 1978-ban világbajnok könnyűsúlyban.

## Profi karrier
24 mérkőzéséből 19-et nyert meg, 5-öt vesztett el.